# Malam Bacai Sanhá
Malam Bacai Sanhá (Empada, Guiné-Bissau, 5 de maio de 1947 — Paris, França, 9 de janeiro de 2012) foi um político de Guiné-Bissau, que atuou como presidente interino de seu país de 14 de maio de 1999 a 17 de fevereiro de 2000, sendo eleito em 28 de junho de 2009, após vencer as eleições presidenciais de 2009 pelo Partido Africano para a Independência da Guiné e Cabo Verde (PAIGC). Anteriormente foi presidente da Assembleia Nacional Popular da Guiné-Bissau de 1994 a 1999.

## Biografia
Um membro de longa data do PAIGC, Sanhá serviu como governador das regiões de Gabú e Bafatá antes de se tornar Presidente da Assembleia Nacional Popular em 1994. A Guerra Civil na Guiné-Bissau eclodiu em junho de 1998 entre elementos do exército leais ao general Ansumane Mané e aqueles leais ao presidente João Bernardo Vieira. Em 26 de novembro de 1998, Sanhá dirigiu a primeira sessão da Assembleia Nacional Popular desde o início da guerra. Embora Sanhá tenha sido um crítico tanto dos rebeldes quanto de Vieira, ele concentrou suas críticas mais em Vieira.
Seguindo a expulsão de Vieira em 7 de maio de 1999, Sanhá foi nomeado como Presidente eleito pela junta militar liderada por Mané em 11 de maio. Sua nomeação para suceder Vieira foi interpretada como sendo de acordo com a constituição, e ele permaneceu no poder até que novas eleições pudessem surgir mais a frente no ano. Sanhá fez o juramento em 14 de maio, prometendo paz e um fim à perseguição política.
No primeiro turno da subsequente eleição presidencial, ocorrido em 28 de novembro de 1999, Sanhá venceu com 23,37% dos votos. Na segunda eleição, em 16 de janeiro de 2000, ele conquistou apenas 28% dos votos, contra 72% de Kumba Ialá. A junta militar, liderada por Mané, apoiou sua candidatura.
Morreu na capital francesa, quando ainda era presidente, em 9 de janeiro de 2012, de causas desconhecidas. Interinamente assumia o posto de presidente da República Raimundo Pereira que já era o chefe de Governo em funções durante a enfermidade de Bacai Sanhá.